# Schweinespulwurm
Der Schweinespulwurm (Ascaris suum) ist ein parasitierender Fadenwurm aus der Gattung der Spulwürmer. Er ist weltweit verbreitet und befällt neben Schweinen auch den Menschen. Die von ihm verursachte Erkrankung bei Schweinen wird als Askariose bezeichnet.

## Beschreibung
Der Schweinespulwurm hat einen spindelförmigen Körper, der an beiden Enden spitz zuläuft. Die Weibchen werden etwa 20 bis 30 Zentimeter lang, die Männchen sind bedeutend kleiner. Der am Vorderende liegende Mund ist durch die drei Lippen, die ihn umgeben, zu erkennen. Der After liegt auf der Bauchseite kurz vor dem Hinterende. Die Geschlechtsöffnung der Weibchen liegt etwa am Ende des ersten Körperdrittels in einer ringförmigen Einschnürung. Männliche Spulwürmer haben eine Kloake und sind an der spiraligen Einrollung des Hinterendes erkennbar. Morphologisch ist der Schweinespulwurm (Ascaris suum) nicht vom Menschenspulwurm (Ascaris lumbricoides) zu unterscheiden. Die Eier sind eiförmig, goldbraun und dickschalig, sie haben eine höckrige, ungefurchte Oberfläche.

## Lebensweise
Schweinespulwürmer leben im Dünndarm ihres Wirts, dem Schwein, und ernähren sich vom Darminhalt. Die abgelegten Eier gelangen mit dem Kot ins Freie. Erst bei Kontakt mit Sauerstoff entwickeln sie sich weiter. Nach zwei Häutungen im Ei wird ein etwa 0,2 Millimeter großes Jugend- oder Larvalstadium erreicht. Diese Larve verlässt die Eihülle erst, wenn sie nach der Aufnahme durch den Mund in den Darm des Wirtes gelangt ist. Dort durchbricht die Larve das Darmepithel und das Gefäßendothel und erreicht so die Blutbahn des Pfortadersystem. In der Leber des Wirtes bleibt sie und wächst innerhalb von zehn Tagen auf zwei Millimeter Länge heran. Dann lässt sich das juvenile Tier mit dem Blut in die Lunge transportieren, wo es das Gefäßsystem verlässt, indem es aus einer Kapillare in ein Lungenbläschen durchbricht. Es häutet sich erneut und wird vom Flimmerepithel der Luftröhre in den Rachen des Wirtes befördert und zumeist mit dem Speichel verschluckt. Damit kommt es wieder in den Dünndarm, wo es nach einer weiteren Häutung zum adulten und geschlechtsreifen Schweinespulwurm auswächst.